# Перервинский монастырь

Обозначения:
1 — Никольский собор;
2 — Собор Иверской иконы Божией Матери;
3 — Надвратная церковь;
4 — Старый семинарский корпус;
5 — Новый семинарский корпус;
6 — Новый архиерейский дом;
7 — Патриаршие кельи;
8 — Старый архиерейский дом;
9 — Настоятельский корпус;
10 — Учительский корпус;
11 — Классический (училищный) корпус;
12 — Приют для глухонемых;
13 — Гостиница;
14 — Бывший монастырский сад

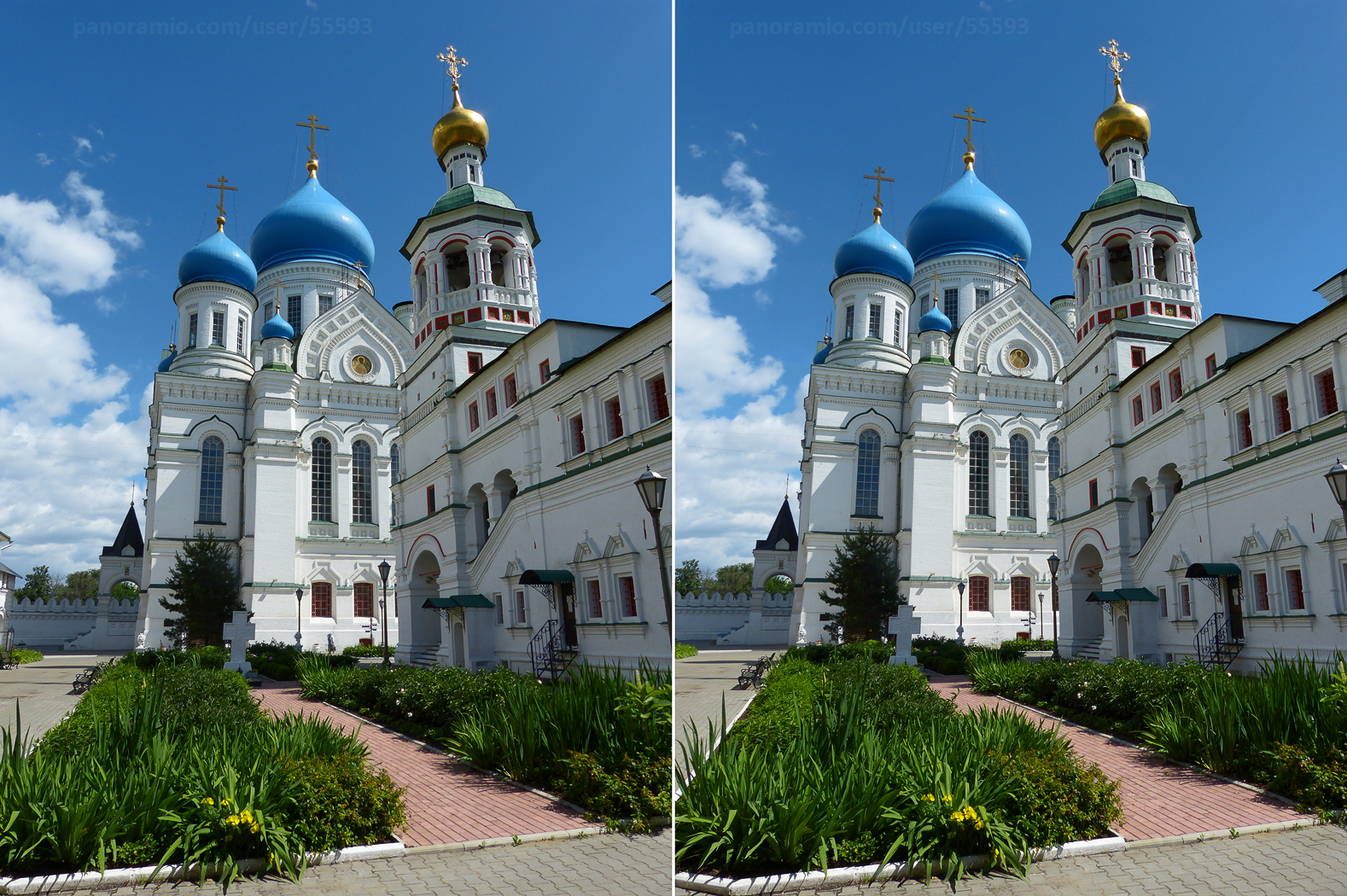
Стереоскопическое изображение церквей Николо-Перервинского монастыря (перекрёстная стереопара), 2014 год

Нико́ло-Пере́рвинский монасты́рь — бывший мужской монастырь в Москве (Шоссейная улица, 82); с 1995 года имеет статус патриаршего подворья.

## История
Документально обитель известна с 1623 года (достоверных сведений о существовании монастыря до XVII века нет), последовательное упоминание начинается 1696 г. В 1649 г. монастырь посетил Алексей Михайлович. С середины XVII века началось каменное строительство. Расцвет монастыря наступил в конце XVII века, когда патриарх Московский Адриан сделал монастырь своей летней резиденцией. В 1696—1700 годах построен Никольский собор (с нижней церковью Сергия Радонежского), соединённый галереей-папертью с ярусной Успенской церковью-колокольней (расположена к северо-востоку от собора). Ярус звона Успенской церкви украшен изразцами с изображением херувимов.
В 1750—1760-х годах в Успенской церкви выполнены барочные росписи и золочёная лепнина (есть предположение, что лепнина выполнена Бартоломео Растрелли). В 1733—1735 над Водяными воротами монастырской ограды выстроена церковь Толгской иконы Богоматери в стиле барокко.
В 1775 году в монастыре была открыта Перервинская семинария. Екатерина II останавливалась здесь по дороге в Крым. В XVIII—XIX веках к монастырю приписаны часовни в Москве — в Сухаревой башне, у Калужских и Серпуховских ворот Земляного города, Иверская у Воскресенских ворот Китай-города.
В 1834—1836 годах были построены (или перестроены из старых) жилые и хозяйственные корпуса (архитектор Михаил Бове). В 1905—1908 построен монументальный соборный храм Иверской иконы Богоматери в русско-византийском стиле (архитектор Пётр Виноградов).

## Описание Николо-Перервинского монастыря
Никольский собор был построен тщанием патриарха Адриана и в 1700 году им же освящён. До построения собора здесь находились три каменных церкви — Успенская, Николаевская и Сергиевская. Он их объединил: в верхнем этаже разместился храм Николая Чудотворца, в нижнем — трапезный храм Преподобного Сергия, а в колокольне — церковь Успения Божией Матери. Четыре года ушло на его построение и благоукрашение — с 1696 по 1700-й. Патриарху при возведении собора деятельно помогали игумен обители Симон с братией и келейник Святейшего иеромонах Герасим.
Никольский собор посредством деревянной галереи, шедшей от юго-западного угла фасада крытой паперти, соединялся с верхними покоями Патриарших келий, что объяснялось желанием облегчить больному патриарху проход в храм. Галерея эта была разобрана, по всей видимости, сразу же после его кончины. В юго-западном углу церкви помещалась монастырская ризница, а в северо-западном — монастырская кладовая, служившая, как говорит предание, при патриархе Адриане его моленною, из которой он через окно, выходящее в соборную церковь, слушал церковное богослужение. Окно это впоследствии было заложено.
В верхней Николаевской церкви в 1727 году стены были расписаны живописью — позлащёнными клеймами, изображающими евангельские события, а святой алтарь украшен в 1717 году живописными изображениями из Священной истории. В обширном куполе изображено Вознесение Господне и небесные воинства. Живопись неоднократно возобновлялась.
Около верхней Николаевской церкви с двух сторон — с северной и западной — выдаётся обширная и светлая паперть.
В нижнем этаже располагается храм Преподобного Сергия Радонежского — тёплый зимний храм, состоящий из трёх частей: алтаря, самой церкви и обширной трапезной, поддерживаемой посередине столпом. Как свидетельствует история Николо-Перервинского монастыря, здесь была братская трапеза, в которой с 1775 года имели стол воспитанники Перервинской (Платоновской) духовной семинарии. Рядом размещались хлебня, кухня и житница семинарии. Стены Сергиевского храма были в 1737 году покрыты живописью, впоследствии неоднократно обновлявшейся, иконостас был резной, весь вызолоченный. В серебряной ризе, сделанной в 1865 году, здесь находилась копия с храмовой иконы Николая Чудотворца, что стояла в Никольском храме в золотой ризе. В 1808 году при митрополите Платоне в Сергиевской церкви были сделаны новые чугунные полы. В 1894 году вместо прежнего деревянного иконостаса был сделан двухъярусный иконостас из итальянского мрамора в византийском стиле.
В северо-восточной стороне Николаевской церкви, над самым входом в неё, возвышается колокольня, почти такой же высоты, как и сам храм с куполом, — разделяющаяся на пять ярусов.
Из них в первом находится вход в церковь, во втором, по сведениям восьмидесятых годов XIX века, была монастырская ризница, в третьем — небольшая, расписанная в 1767 году иконописью в сребропозлащённых клеймах церковь в честь Успения Божией Матери, в четвёртом в 1784 году были устроены боевые с четвертями часы, в пятом висят колокола, составляющие церковный звон. В 1787 году при митрополите Платоне Успенская церковь внутри вся возобновлена и покрыта сплошь золотом и серебром. Впоследствии она реставрировалась неоднократно. Служба в ней за малопоместительностью совершалась только в храмовый праздник.
Надвратная церковь в честь Толгской иконы Божией Матери была выстроена в 1733 году при игумене Варлааме. В 1768 году церковь отошла в приход села Сабурова, то есть была приходской, а в начале XIX века вновь стала монастырской. В 1785—1786 годах храм был оштукатурен и впервые расписан. В 1869 году по благословению митрополита Московского Иннокентия церковь была обновлена устройством нового престола и жертвенника, позолоченного шестиярусного иконостаса, стенной живописью и поновлением икон. Под церковью находилось сначала двое ворот. Одни из них, построенные в конце XVII века, назывались «Водяными» (отсюда ходили за водой на Москву-реку). Они сохранились до нашего времени. Другие были заложены таким образом, что получилась комнатка, в которую, по свидетельству начала XIX века, клали покойников.
В декабре 1870 года по соизволению владыки Иннокентия в одной из Патриарших келий была освящена домовая церковь во имя святого праведного Никодима.
В 1750 году был построен на южной стороне монастыря каменный двухэтажный настоятельский корпус (по всей видимости, он строился уже в конце XVII века, а в середине XVIII был перестроен). Верхнее помещение занимал настоятель, а в нижнем помещалось некоторое число братии. В восьмидесятых годах XIX века как верх, так и низ корпуса были заняты монастырской братией (иеромонахами). В 1767 году Старый настоятельский корпус был соединён с Патриаршими покоями деревянной галереей, в которой 9 мая 1775 года была принята императрица Екатерина II.
В 1778 году галерея была сломана и на месте её (то есть между Патриаршими келиями и настоятельским корпусом) построен архиерейский дом в два этажа. В нижнем этаже его помещались в то время семинаристы. В 1835 году этот корпус, называемый Старым (или бывшим) архиерейским домом и занимаемый настоятелем, братией и учителями, был перестроен. В 30-х годах XIX века архитектором Михаилом Бове все келейные корпуса монастыря были перестроены в едином стиле ампир. По сведениям восьмидесятых годов XIX века, в верхнем этаже Старого архиерейского дома находились большие келии настоятеля монастыря, внизу же располагались монастырская кухня, трапезная и несколько братских келий.
В 1784 году к означенным зданиям в одну линию и под фасад с каменным настоятельским корпусом был пристроен каменный двухэтажный флигель для учителей. В восьмидесятых годах XIX века вверху и внизу здесь находились учительские квартиры, училищное правление, комната для расходчика и других должностных лиц, канцелярия и библиотека.
В 1776 году, спустя год после открытия в Перерве семинарии, по распоряжению архиепископа Платона (будущего митрополита), была начата постройка большого двухэтажного семинарского флигеля на северной стороне между церковью Толгской иконы Богородицы и северо-западной монастырской башней (разобранной в 1869 году) для классов и жилья.
За Старым семинарским, или ученическим, корпусом, находятся Святые врата, называвшиеся прежде «Водяными», и над ними надвратная церковь в честь Толгской иконы Божией Матери.
В 1806 и 1807 годах семинарские здания приумножились постройкой на западной стороне монастыря нового каменного двухэтажного флигеля, в верхнем этаже которого были расположены классы. В 1834 году этот Новый семинарский, или училищный, корпус на западной стороне был перестроен.
На западной стороне возвышается двухэтажный архиерейский дом, выстроенный при митрополите Платоне в 1804—1806 годах. Южным концом он примыкает к Патриаршим келиям.
На востоке был расположен одноэтажный каменный корпус с училищной кладовой, погребами и служительской большой комнатой. За ним — восточные ворота первоначально с деревянной над ними башней ещё времён митрополита Платона. Впоследствии, в связи с возведением Иверского собора, восточная граница монастыря была отнесена далее на восток, а в 1908 году здесь была построена новая каменная стена со Святыми вратами.
Далее на юго-востоке — двухэтажный училищный, или классический, корпус (1830—1832) с четырьмя классными комнатами.
На восточной стороне монастыря вблизи соборного храма Святителя Николая, по сведениям восьмидесятых годов XIX века, было расположено также монастырское кладбище, обнесённое деревянной решёткой.
Снаружи монастырь с трёх сторон был окружён палисадником, насаженным из различных деревьев, который был обнесён по горе каменной оградой с балюстрадой.
С южной стороны монастыря находился небольшой плодовый сад и в нём — столярной работы беседка, а внизу, под горой монастырской, — огород и пруд, обнесённые с двух сторон забором, а с третьей — валом, и обсаженные деревьями. Здесь же, в монастырском фруктовом саду, разбитом под горой, был пчельник, а также ещё одна каменная двухэтажная училищная баня.
К северу за монастырём по ту сторону Святых ворот находился монастырский скотный двор, а на некотором расстоянии от него, в каменном одноэтажном флигеле, помещались ученическая больница, аптека и квартира фельдшера.

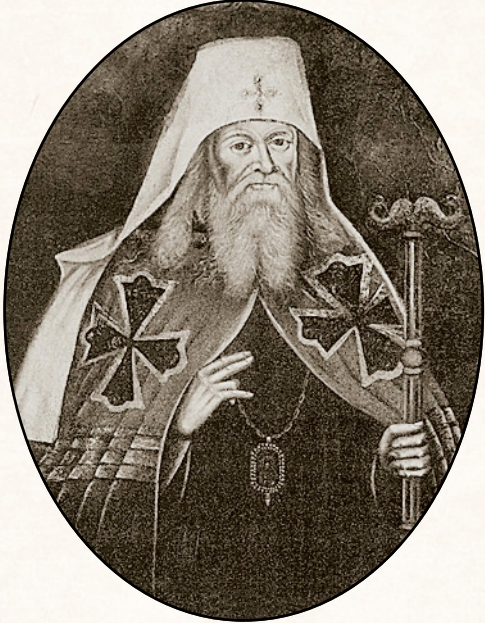
Настенный портрет Адриана, сохранившийся в интерьере Патриарших палат Николо - Перервинского монастыря

В северном же направлении возвышался большой двухэтажный каменный дом — монастырская гостиница со службами, верхний этаж которой (как пишет архимандрит Никифор в своём «Очерке…», изданном в 1888 году), был занят квартирами смотрителя и учителей Перервинского духовного училища, а нижний — комнатами для приезжих посетителей и дачников.

### Некрополь
Сведений о некрополе довольно мало. В алтарные стены Никольского собора были вделаны 2 мемориальные доски, но имена погребённых неизвестны. Во время реставрационных работ, которые шли с 1978 по 2001 гг. обнаружено немало белокаменных резных намогильных плит, датируемых концом XVI–серединой XVII века и использованных при строительстве Никольского собора. Известно, что на территории монастыря погребён патриарх Адриан и дети Григория Петровича Годунова.

### Галерея

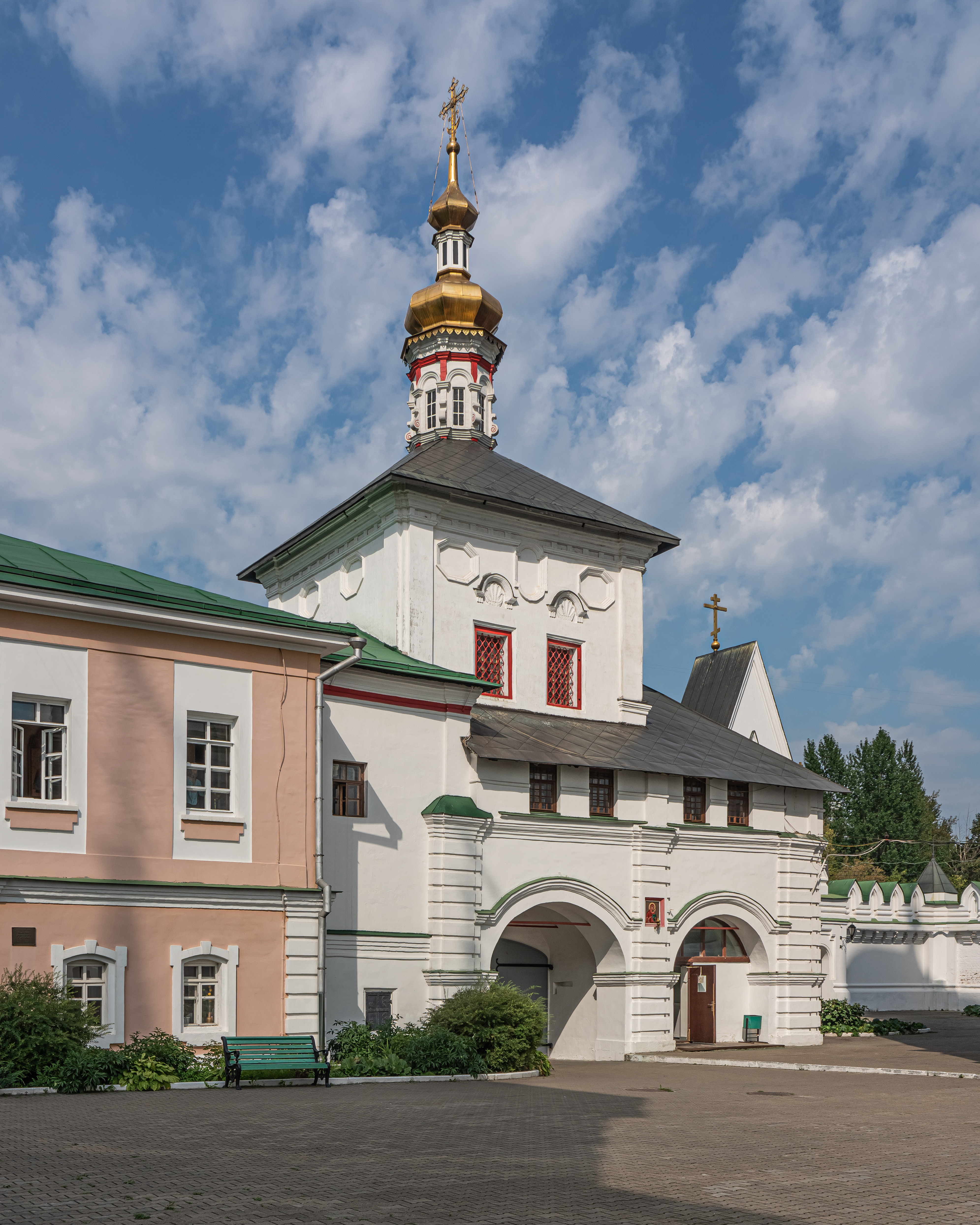
Надвратная церковь
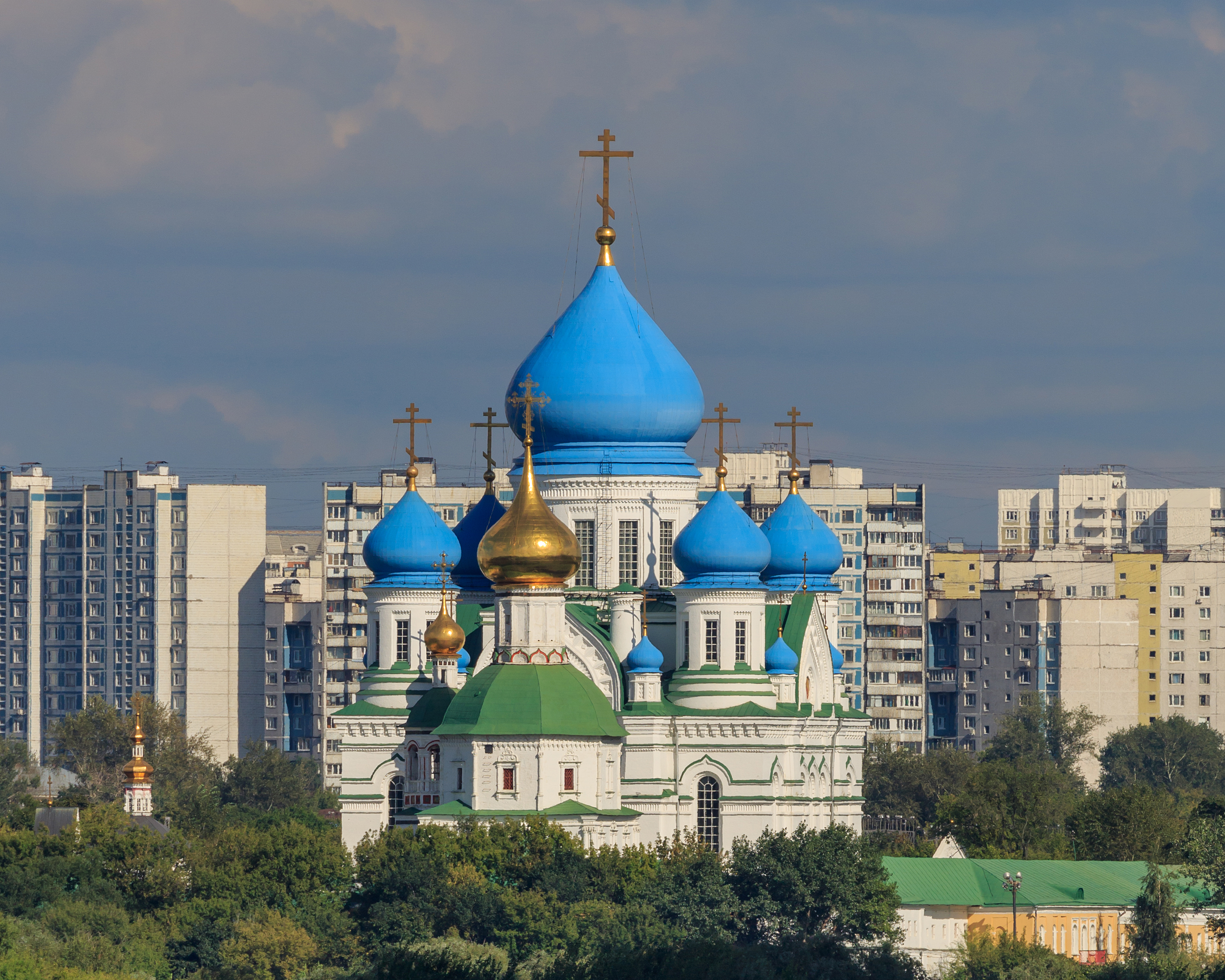
Иверский собор, вид из Коломенского
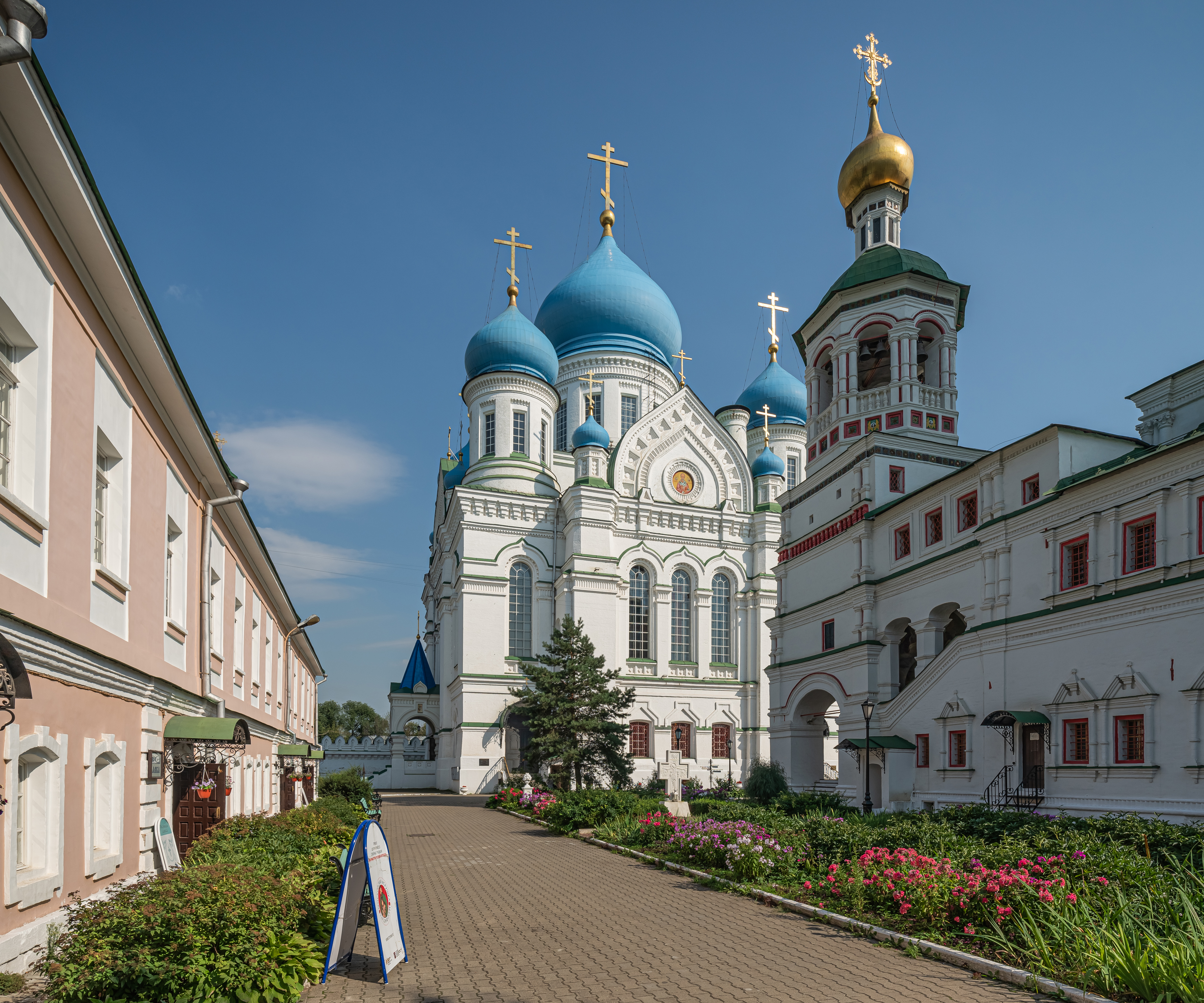
Иверский и Никольский соборы
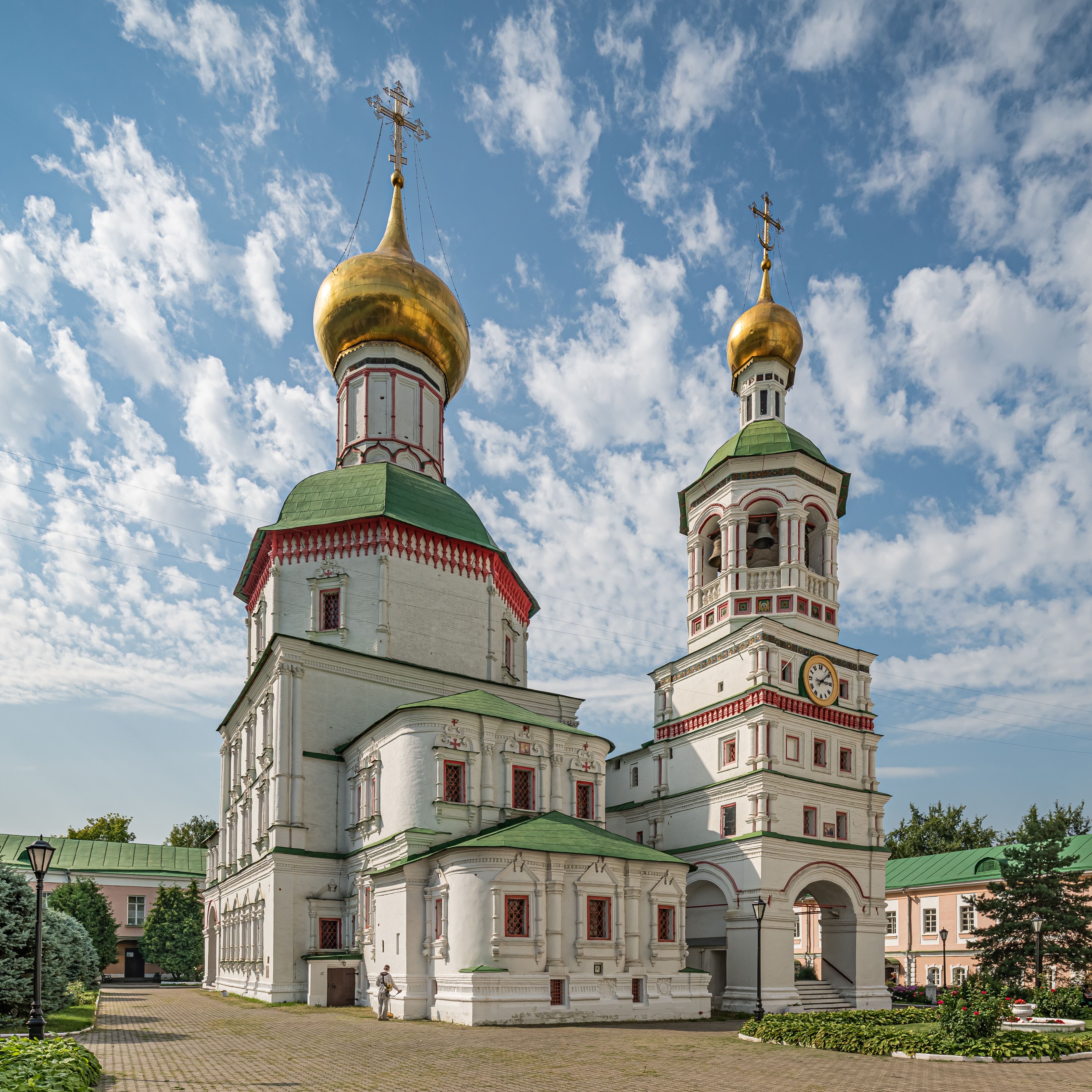
Никольский собор с колокольней
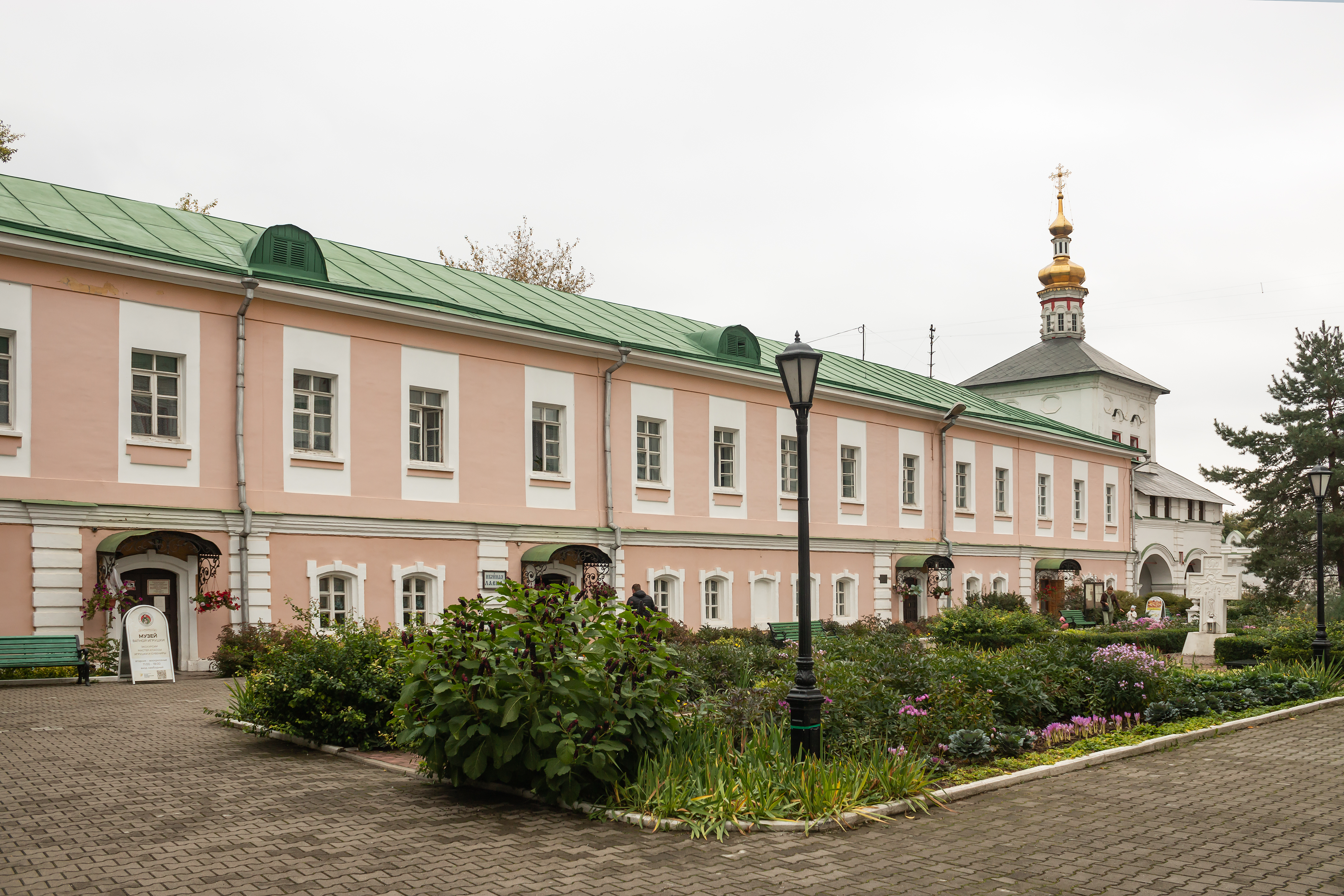
Старый семинарский корпус (Жилой корпус северный)
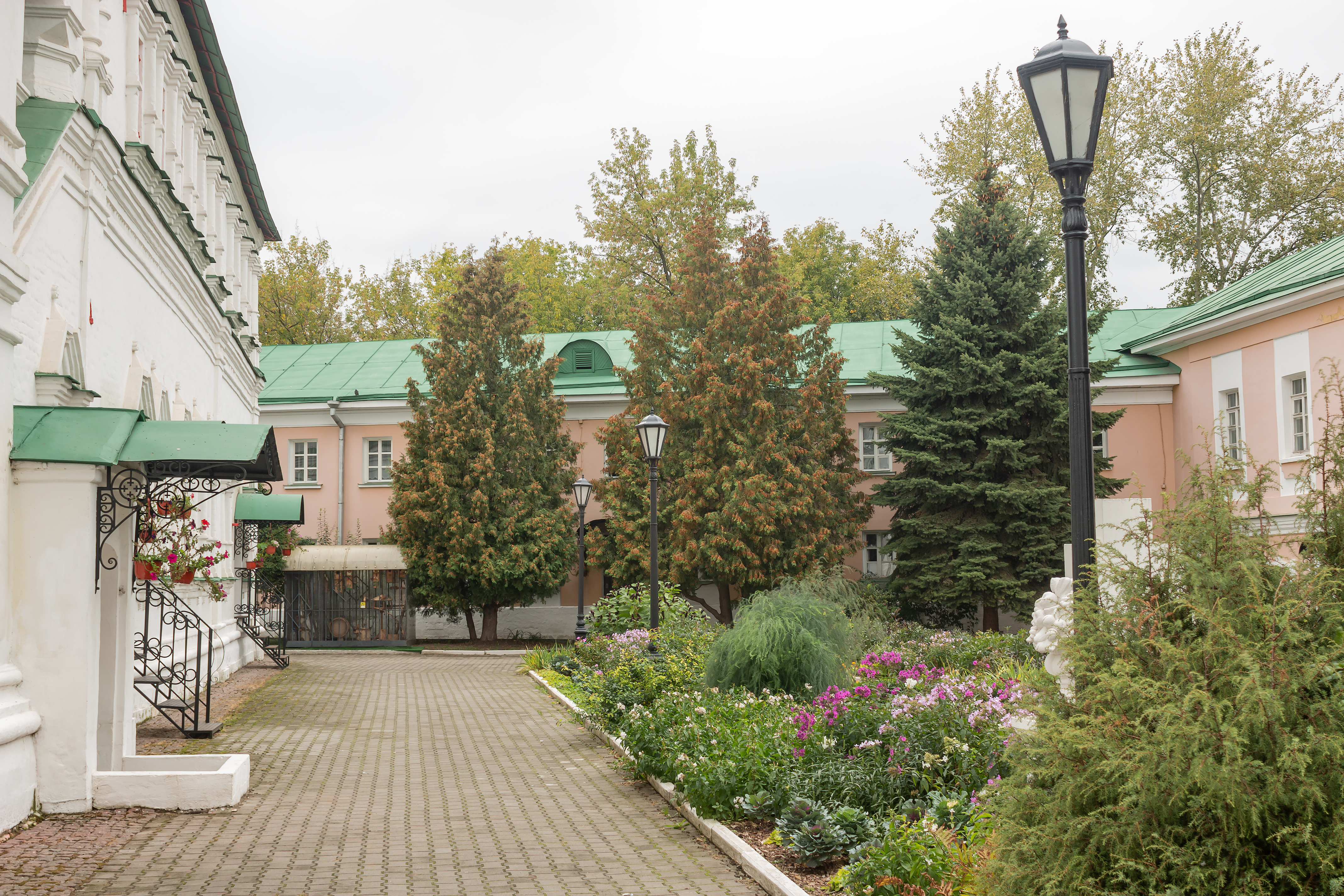
Новый семинарский корпус

## После 1917 года
В 1918 году произошла передача монастырских храмов общине верующих, что стало юридическим актом закрытия монастыря, хотя он еще долгое время существовал как приход, и здесь все еще жили иноки. При этом «все книги и документы вместе с некоторыми ценностями были вывезены чрезвычайной комиссией в Кремль, в Комиссию по церковным делам». В это время уже бывший Перервинский монастырь лишился и своих финансовых средств. Перервинский монастырь не избежал изъятия церковных ценностей. Работа с по изъятию ценностей началась 31 марта 1922 года, но лишь 28 апреля представители уездной комиссии прибыли в нашу обитель. Среди изъятого числилось: богослужебные сосуды, дарохранительницы, Евангелия в окладе, напрестольные кресты, панагии, кадила, лампады, подсвечники, множество риз с икон. Общий вес изъятых ценностей составил 9 пудов 2 фунта и 22 золотника. Тогда же патриарх Тихон дважды посещал Перервинский монастырь. Духовенство монастыря было репрессировано, последним годом его работы считается 1932 года, когда были арестованы монашествующие. 13 сентября 1940 года Исполнительным комитетом Московского областного совета депутатов было принято решение о закрытии храмов обители, а здания решено было переоборудовать под клуб и дом пионеров.
Реставрация собора началась с 1954 года, но фактически восстановительные работы стали производиться в 1972 году. Первым исследователем и реставратором Никольского собора был архитектор Г. А. Макаров, а с 1978 года к работе приступила архитектор Е. Г. Одинец. Никольский соборный храм бывшего Николо-Перервинского монастыря был передан общине Русской Православной Церкви в бессрочное безвозмездное пользование 8 января 1991 года, тогда же были возобновлены богослужения в Никольском соборе.

## Настоятели
- игумен Александр (упоминается в выписи 1632 года)
- игумен иеросхимонах Иосиф
- игумен иеросхимонах Герасим I (упом. в 1654)
- игумен иеросхимонах Митрофан (упом. в 1654)
- игумен иеросхимонах Герасим I
- игумен иеросхимонах Иона (упом. в 1668, 1671 и 1675 гг.)
- игумен иеросхимонах Прокл
- игумен иеросхимонах Дионисий
- игумен иеросхимонах Марк (ум. 1683)
- игумен иеросхимонах Симон (ум. 1706)
- игумен Корнилий (упом. в 1712)
- игумен Виктор I
- игумен Варлаам I (1722—1734); с 1735 по 1741 годы — игумен Николо-Угрешского монастыря
- игумен Виктор II (1734—1746)
- игумен Лаврентий I (1746—1748)
- игумен Илларион (Завалевич) (1748—1753)
- игумен Варлаам II (1753—1756)
- игумен Кирилл (1756—1759)
- строитель иеромонах Сильвестр (упом. в 1755—1756)
- игумен Афанасий (1756—1759)
- игумен Порфирий (Гжатский) (упом. в 1775—1776)
- игумен Ириней (Клементьевский) (12 сентября 1776—1782)
- Гедеон (Замыцкий) (1782—1783)
- игумен Досифей (Григорьев) (1783—1787)
- Иероним (Ершов) (1787—1788)
- Агапит (Скворцов) (1788—1789)
- игумен Иоанн (1789—1806)
- Лаврентий (Бакшевский) (1806—1808?)
- иеромонах Аарон (1818—1822)
- иеромонах Герман (1822—1826)
- иеромонах Амвросий (1826—1828)
- иеромонах Мефодий (1828—1831)
- иеромонах Пармен (1831—1848)
- иеромонах Константин (1848—1861)
- иеромонах Венедикт (1861—1866)
- иеромонах, затем архимандрит Никодим (1866—1883)
- архимандрит Викентий (1883 — после 1886)
- Никанор (Морозкин) (?—1928)

- Протоиерей Владимир Чувикин (25 декабря 1995 — 1 мая 2020[7])
- Архиепископ Матфей (Копылов) Егорьевский (1 мая[8] — 22 июля 2020 года) (в/у)
- Протоиерей Владимир Чувикин (восстановлен с 22 июля 2020 года)[9].